# Leichtathletik-Länderkampf der Männer 1975 BR Deutschland – Belgien – Niederlande
| 15. Leichtathletik-Länderkampf mit bundesdeutscher Beteiligung 1975 | 15. Leichtathletik-Länderkampf mit bundesdeutscher Beteiligung 1975 |
| ------------------------------------------------------------------- | ------------------------------------------------------------------- |
|                                                                     |                                                                     |
| Ländervergleich der Männer: BR Deutschland – Belgien – Niederlande  |                                                                     |
| Austragungsort                                                      | Bernhausen                                                          |
| Wettbewerbe                                                         | 20                                                                  |
| Datum                                                               | 31. August                                                          |
| 1. FRG 2. BEL 3. NLD                                                | 184,0 Punkte 142,5 Punkte 100,5 Punkte                              |
| Chronik                                                             |                                                                     |
| ← FRG-ROU (F)                                                       | erster LK 1976:00 URS-FRG 10kampf (M) →                             |

Der fünfzehnte und gleichzeitig letzte Vergleich des Länderkampfjahres 1975 war ein Dreiländerkampf der Männer zwischen den Niederlanden, der Bundesrepublik Deutschland und Belgien mit gemeinsamer Wertung. Am 31. August trafen sich die drei Länder in Bernhausen zum vierten Mal in dieser Konstellation. Alle vorangegangenen Begegnungen hatte die Bundesrepublik vor Belgien und den Niederlanden gewonnen. Auch in Zweiervergleichen gegen diese Gegner hatte die Bundesrepublik immer die Oberhand behalten.

## Modus
Auf dem Programm standen die bei Länderkämpfen üblichen zwanzig Disziplinen. Aus dem olympischen Wettbewerbskatalog fehlten nur der Marathonlauf, die beiden Disziplinen im Straßengehen und der Zehnkampf. Die Punkte wurden nach dem bei Dreiländerkämpfen üblichen System vergeben: Einzeldisziplinen: 1. Platz: 7 Punkte / 2. Pl.: 5 P / 3. Pl.: 4 P / 4. Pl.: 3 P / … – Staffeln: sieben zu vier zu zwei Punkte.

## Ergebnis
Das in diesem letzten Länderkampf dieser Saison nicht in Bestbesetzung angetretene bundesdeutsche Team konnte sich gegen die Gegner aus Belgien und den Niederlanden behaupten. In den Einzelläufen lagen die bundesdeutschen und belgischen Athleten  mit je vier Siegen und zwei Doppelerfolgen gleichauf. Die Niederländer kamen hier zu zwei Disziplingewinnen. Die beiden Staffeln gingen an die Bundesrepublik ebenso wie sieben der acht technischen Wettbewerbe. Einzig den Hochsprung, den Belgien mit einem Doppelerfolg für sich entschied, konnten die bundesdeutschen Sportler in dieser Kategorie nicht für sich verbuchen. Damit siegte  die Bundesrepublik Deutschland mit 184,0 Punkten vor den 41,5 Punkte zurückliegenden Belgiern. Die Niederlande kam weitere 42 Punkte zurück auf den dritten Platz.

## Resultate

### 100 m
| Platz | Athlet         | Land | Zeit (s) |
| ----- | -------------- | ---- | -------- |
| 1     | Heinz Busche   | FRG  | 10,5     |
| 2     | Wolfgang Braun | FRG  | 10,5     |
| 3     | Lambert Micha  | BEL  | 10,5     |
| 4     | Frank Verhelst | BEL  | 10,6     |
| 5     | Henk Brouwer   | NLD  | 10,8     |
| 6     | Bert de Jager  | NLD  | 10,8     |

### 200 m
| Platz | Athlet            | Land | Zeit (s) |
| ----- | ----------------- | ---- | -------- |
| 1     | Reno Roelandt     | BEL  | 21,3     |
| 2     | Thomas Schultheiß | FRG  | 21,4     |
| 3     | Gerold Hein       | FRG  | 21,4     |
| 4     | Lambert Micha     | BEL  | 21,9     |
| 5     | Henk Brouwer      | NLD  | 22,0     |
| 6     | Bert de Jager     | NLD  | 25,5     |

### 400 m
| Platz | Athlet                 | Land | Zeit (s) |
| ----- | ---------------------- | ---- | -------- |
| 1     | Volker Kolletzky       | FRG  | 47,3     |
| 2     | Karl-Heinz Bischoff    | FRG  | 47,6     |
| 3     | Toine van den Goolberg | NLD  | 47,7     |
| 4     | Chris Allemeersch      | BEL  | 47,8     |
| 5     | Aad Veldhoen           | NLD  | 48,5     |
| 6     | Henri Hermans          | BEL  | 49,9     |

### 800 m
| Platz | Athlet            | Land | Zeit (min) |
| ----- | ----------------- | ---- | ---------- |
| 1     | Frank Nusse       | NLD  | 1:49,8     |
| 2     | Josef Schmid      | FRG  | 1:50,0     |
| 3     | Robert Hoofd      | BEL  | 1:50,1     |
| 4     | Even Hoving       | NLD  | 1:50,3     |
| 5     | Marcel De Gruyter | BEL  | 1:50,5     |
| 6     | Rudi Pagel        | FRG  | 1:51,1     |

### 1500 m
| Platz | Athlet            | Land | Zeit (min) |
| ----- | ----------------- | ---- | ---------- |
| 1     | Marc Nevens       | BEL  | 3:45,2     |
| 2     | Jost Wollstein    | FRG  | 3:46,2     |
| 3     | Herman Mignon     | BEL  | 3:46,6     |
| 4     | Reiner Burmester  | FRG  | 3:46,6     |
| 5     | Cees van den Heul | NLD  | 3:47,4     |
| 6     | Bram Wassenaar    | NLD  | 3:50,6     |

### 5000 m
| Platz | Athlet                | Land | Zeit (min) |
| ----- | --------------------- | ---- | ---------- |
| 1     | Leo Schots            | BEL  | 13:52,6    |
| 2     | Frank Grillaert       | BEL  | 13:53,8    |
| 3     | Wolf-Dieter Poschmann | FRG  | 13:56,8    |
| 4     | Gerard Tebroke        | NLD  | 13:57,4    |
| 5     | Hans-Jürgen Orthmann  | FRG  | 14:05,8    |
| 6     | Jo Schout             | NLD  | 14:06,0    |

### 10.000 m
| Platz | Athlet        | Land | Zeit (min) |
| ----- | ------------- | ---- | ---------- |
| 1     | Marc Smet     | BEL  | 29:25,4    |
| 2     | Karel Lismont | BEL  | 29:25,4    |
| 3     | Ingo Sensburg | FRG  | 29:36,4    |
| 4     | Roelof Veld   | NLD  | 29:44,0    |
| 5     | Peter Waaning | NLD  | 29:49,0    |
| 6     | Karl Mann     | FRG  | 30:27,0    |

### 110 m Hürden
| Platz | Athlet               | Land | Zeit (s) |
| ----- | -------------------- | ---- | -------- |
| 1     | Volker Warbende      | FRG  | 14,1     |
| 2     | Jan Willem Boogman   | NLD  | 14,5     |
| 3     | Marc Heck            | BEL  | 14,5     |
| 4     | Claude Raspé         | BEL  | 14,8     |
| 5     | Hans-Jürgen Hartmann | FRG  | 15,7     |
| 6     | Eltjo Schutter       | NLD  | 15,7     |

### 400 m Hürden
| Platz | Athlet                    | Land | Zeit (s) |
| ----- | ------------------------- | ---- | -------- |
| 1     | Jan Struyk                | NLD  | 50,8     |
| 2     | Rolf Ziegler              | FRG  | 50,9     |
| 3     | Karl Geiger               | FRG  | 51,1     |
| 4     | Harry Schulting           | NLD  | 52,1     |
| 5     | Willy Van den Wijngaarden | BEL  | 53,3     |
| 6     | Vincent Borlée            | BEL  | 54,7     |

### 3000 m Hindernis
| Platz | Athlet       | Land | Zeit (min) |
| ----- | ------------ | ---- | ---------- |
| 1     | Willi Maier  | FRG  | 8:38,2     |
| 2     | Paul Thys    | BEL  | 8:43,2     |
| 3     | Willi Haller | FRG  | 8:46,4     |
| 4     | Guido Ceunen | BEL  | 8:57,2     |
| 5     | Steef Kijne  | NLD  | 9:02,8     |
| 6     | Pieter Vos   | NLD  | 9:07‚2     |

### 4 × 100 m Staffel
| Platz | Besetzung      | Land                                                    | Zeit (s) |
| ----- | -------------- | ------------------------------------------------------- | -------- |
| 1     | BR Deutschland | Heinz Busche Gerold Hein Uwe Schläfer Wolfgang Braun    | 40,2     |
| 2     | Belgien        | Lambert Micha Bernard Rossignol Frank Verhelst Van Haan | 40,9     |
| 3     | Niederlande    | Eddy Pireau Coen Janssen Bert de Jager Henk Brouwer     | 43,2     |

### 4 × 400 m Staffel
| Platz | Besetzung      | Land                                                                    | Zeit (min) |
| ----- | -------------- | ----------------------------------------------------------------------- | ---------- |
| 1     | BR Deutschland | Werner Schmal Volker Kolletzky Wolfgang Druschky Lothar Krieg           | 3:07,0     |
| 2     | Niederlande    | Frank Nusse Aad Veldhoen Toine van den Goolberg Rijn van den Heuvel     | 3:13‚6     |
| 3     | Belgien        | Chris Allemeersch Eddy De Leeuw Henri Hermans Willy Van den Wijngaarden | 3:33,6     |

### Hochsprung
| Platz | Athlet             | Land | Höhe (m) |
| ----- | ------------------ | ---- | -------- |
| 1     | Bruno Brokken      | BEL  | 2,15     |
| 2     | Guy Moreau         | BEL  | 2,12     |
| 3     | Ruud Wielart       | NLD  | 2,12     |
| 4     | Eckart Eifel       | FRG  | 2,12     |
| 5     | Jürgen Lichtenberg | FRG  | 2,06     |
| 6     | Raymund de Vries   | NLD  | 2,00     |

### Stabhochsprung
| Platz | Athlet             | Land | Höhe (m) |
| ----- | ------------------ | ---- | -------- |
| 1     | Robert Anders      | FRG  | 5,00     |
| 2     | Eltjo Schutter     | NLD  | 4,80     |
| 3     | Emil Dewil         | BEL  | 4,70     |
| 4     | Hans Gedrat        | FRG  | 4,50     |
| 5     | Koenraad Onderbeke | BEL  | 4,40     |
| 6     | Ruud Dellensen     | NLD  | 4,20     |

### Weitsprung
| Platz | Athlet          | Land | Weite (m) |
| ----- | --------------- | ---- | --------- |
| 1     | Axel Schaper    | FRG  | 7,37      |
| 2     | Bert Lambeck    | NLD  | 7,36      |
| 3     | Horst Fabian    | FRG  | 7,35      |
| 4     | Eddy Pireau     | NLD  | 7,21      |
| 5     | Yves Theisen    | BEL  | 7,15      |
| 6     | Marc Bruggemans | BEL  | 6,69      |

### Dreisprung
| Platz | Athlet             | Land | Weite (m) |
| ----- | ------------------ | ---- | --------- |
| 1     | Wolfgang Kolmsee   | FRG  | 15,56     |
| 2     | Albert Van Hoorn   | BEL  | 15,55     |
| 3     | Luc Carlier        | BEL  | 15,31     |
| 4     | Wolfram Walther    | FRG  | 15,20     |
| 5     | Humpry Veira       | NLD  | 14,56     |
| 6     | Jan Willem Boogman | NLD  | 14,02     |

### Kugelstoßen
| Platz | Athlet            | Land | Weite (m) |
| ----- | ----------------- | ---- | --------- |
| 1     | Josef Forst       | FRG  | 18,89     |
| 2     | Wolfgang Klein    | FRG  | 17,48     |
| 3     | Robert Van Scheer | BEL  | 16,44     |
| 4     | Georges Schroeder | BEL  | 16,29     |
| 5     | Ruhl Sjaak        | NLD  | 16,02     |
| 6     | Robert Hermans    | NLD  | 14,83     |

### Diskuswurf
| Platz | Athlet            | Land | Weite (m) |
| ----- | ----------------- | ---- | --------- |
| 1     | Lothar Pongratz   | FRG  | 56,16     |
| 2     | Harry Zitzen      | NLD  | 54,76     |
| 3     | Wolfgang Klein    | FRG  | 54,74     |
| 4     | Georges Schroeder | BEL  | 54,50     |
| 5     | Robert Van Schaaf | BEL  | 51,84     |
| 6     | Robert Hermans    | NLD  | 48,88     |

### Hammerwurf
| Platz | Athlet           | Land | Weite (m) |
| ----- | ---------------- | ---- | --------- |
| 1     | Hans-Martin Lotz | FRG  | 65,92     |
| 2     | Gerhard Thiele   | FRG  | 63,58     |
| 3     | Carel ter Horst  | NLD  | 53,34     |
| 4     | François Haste   | BEL  | 49,82     |
| 5     | Luc Ladang       | BEL  | 49,32     |
| 6     | Wim Uythoven     | NLD  | 46,42     |

### Speerwurf
| Platz | Athlet            | Land | Weite (m) |
| ----- | ----------------- | ---- | --------- |
| 1     | Reinhard Lange    | FRG  | 74,08     |
| 2     | Jacques Duchateau | BEL  | 69,90     |
| 3     | Udo Mäußnest      | FRG  | 69,88     |
| 4     | Lade Wyns         | BEL  | 68,78     |
| 5     | Nico Hellendoorn  | NLD  | 63,04     |
| 6     | Dick Kooreman     | NLD  | 62,98     |